# 不丹議會
不丹议会（宗喀語：རྒྱལ་ཡོངས་ཚོགས་ཁང་）由不丹國王和兩院制議會組成。兩院制議會由上議院国家委员会和下議院國民議會組成。現時的議會制度於2007年取代了先前的一院制議會，議員於2008年就位。

## 組成
国家委员会是兩院制中的上議院。它有25名議員，其中20名由20個宗各自選出1名，其餘5名由國王委任。國家委員會每年最少會面兩次，議員選出一名主席和副主席。國家委員會的議員和參選人禁止擁有任何政黨關係。
不丹國民議會是它的下議院。它由20個宗直接選出最多55名議員組成。在比例代表制下，每個選區由一名議員代表，而每個宗由2－7名議員代表，選區每10年重新分配一次。國民議會每年最少舉行兩次會議，議員選出議長和副議長各一名，而議員可以是政黨成員。
憲法訂明根據選舉結果來決定行政機關和各部門的組成，包括首相一職。國王承認在國民議會選舉中，取得最多議席的政黨黨領袖或黨提名者作為首相，首相只可以在任兩個任期。各部門的首長由首相的推薦下由國王任命。所有部門首長必須是不丹出生的公民，而最多兩名可以來自一個宗。
國王以檢視议会通過的法案是否符合法律來執行其對議會的職責，以及在有需要時啟動公投。

## 议会權力及程序
议会在憲法下訂明的實質權力和責任下運行。此外，每個議會的程序由不丹法律《国家委员会法》和《國民議會法》中訂明。兩個議會在這些法律中訂明的程序（例如人數、投票）下執行，而這些法律訂明议会其他程怳，例如議員的懲劇。

### 议会的立法權力
在议会眾多的權力中，首要的是通過法案。除了國民議會不能審核預算或財政議案外，国家委员会、國民議會或總檢察長均可提交議案供议会通過，成為法案。法律必須通過國家會議和國民議會，有時會兩個議會同座審議法案。但是，如果在該屆常會前仍未能就法案作出投票，該法案便有可能會自動過通。當議案被其中一院通過，它必須於30日內在另一院提出，而提出可於下一屆常會中提出。在預算案和緊急議案出現時，法案必須在同一屆常會中通過。法案可以最後被國王否決或修改，但是此後國王必須同意上下議院同座通過的已修改法案。

### 议会的其他權力
只有议会可以在最少¾議員的同意下，更改不丹的國際邊界及行政區劃。议会亦有權監察地方行政，包括宗、東和格窩。
憲法亦訂明如果有國民議會⅓議員的支持，便可以對政府提出不信任動議。如果動議以最少⅔通過，國王便必須解散政府。

## 外部連結
- 不丹國家委員會（页面存档备份，存于）
- 不丹國民議會（页面存档备份，存于）
- 不丹憲法